# Берета, Жорж
Жорж Берета́ (фр. Georges Bereta; 15 мая 1946 Сент-Этьен — 4 июля 2023) — французский футболист польского происхождения, играл на позиции полузащитника. В первой половине 1970-х дважды признавался футболистом года во Франции (1973, 1974).

## Биография

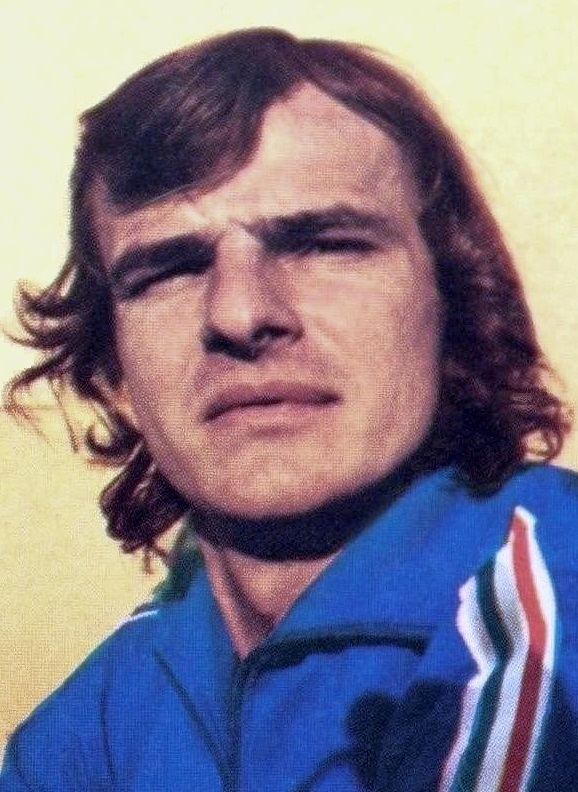
Жорж Берета (1974)

Жорж Берета родился 15 мая 1946 года в семье польского эмигранта. Он вырос в районе Монтрейно, Сент-Этьен. Начал заниматься футболом в команде из родного города. В составе молодёжной команды «Сент-Этьена» он сыграл в финале Кубка Гамбарделлы 1964 года против «Реймса». Его команда проиграла со счётом 4:3.
В профессиональном футболе дебютировал в 1966 году, выступая за команду «Сент-Этьен», в которой провёл восемь сезонов, приняв участие в 281 матче чемпионата. Большую часть времени, проведённого в составе «Сент-Этьена», был основным игроком, а также капитаном команды. В составе команды шесть раз выигрывал чемпионат Франции. В ноябре 1974 года из-за финансовых трудностей в клубе начались переговоры о продаже Береты в «Олимпик Марсель», сам футболист не хотел покидать «Сент-Этьен».
6 января 1975 года за 500 тысяч франков перешёл в марсельский «Олимпик», за который сыграл три сезона. Играя в составе «Марселя», также в основном выходил на поле в стартовом составе команды. Завершил профессиональную карьеру футболиста в «Олимпике» в 1978 году.
В 1967 году дебютировал в официальных матчах в составе национальной сборной Франции. В течение карьеры в национальной команде, которая длилась девять лет, провёл в форме сборной 44 матча.
Он умер от болезни Шарко 4 июля 2023 года.

## Достижения
«Сент-Этьен»
- Чемпионат Франции (6): 1966/67, 1967/68, 1968/69, 1969/70, 1973/74, 1974/75
- Суперкубок Франции (3): 1967, 1968, 1969
- Футболист года во Франции (2): 1974, 1975

«Олимпик Марсель»
- Кубок Франции: 1975/76